# Symmetrodes
Symmetrodes is een geslacht van vlinders van de familie spinneruilen (Erebidae), uit de onderfamilie Arctiinae.

## Soorten
- S. plana (Boisduval, 1832)
- S. platymelas Turner, 1940
- S. sciocosma Meyrick, 1888